# Crocidura stenocephala
Crocidura stenocephala is een zoogdier uit de familie van de spitsmuizen (Soricidae). De wetenschappelijke naam van de soort werd voor het eerst geldig gepubliceerd door Dieterlen & Heim de Balsac in 1979.